# Língua celtibérica

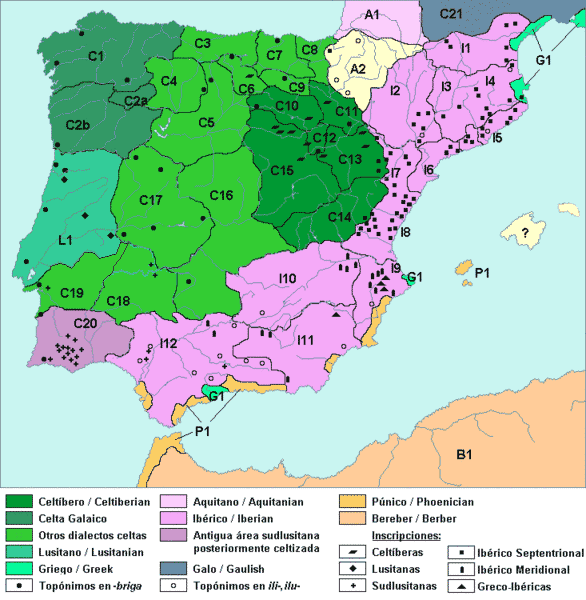
Mapa das línguas pré-romanas da Península Ibérica.

O celtibérico ou celtibero (também conhecido como hispano-celta do nordeste) é uma língua indo-europeia extinta do ramo celta, falada pelos celtibéricos na região da Península Ibérica localizada entre as águas dos rios Douro, tejo, Júcar e Turia e do Ebro. O idioma foi atestado através de cerca de duzentas inscrições datadas dos séculos II e I a.C., quase todas na escrita celtibérica, uma adaptação direta da escrita do nordeste ibérico, embora algumas estejam no alfabeto latino. As inscrições mais longas em celtibérico são as encontradas nas três placas de Botorrita, placas de bronze encontradas em Botorrita, perto de Saragoça, que datam do início do século I a.C., e que receberam o nome de Botorrita I, III e IV (a 'Botorrita II' está em latim).

## Características
O Celtibero foi uma língua produto da mestiçagem entre Celtas e Iberos residentes na zona das mesetas espanholas.{{Carece de fontes}
O Celtibero foi uma língua Celta Q, mas a sua mestiçagem{{Carece de fontes} com a língua ibera não permite chamar-lhe celta propriamente.{{Carece de fontes}